# Хайме Ромеро
Хайме Ромеро (ісп. Jaime Romero, нар. 31 липня 1990, Вальдеганга) — іспанський футболіст, півзахисник азербайджанського клубу «Карабах».

## Ігрова кар'єра
Народився 31 липня 1990 року у Вальдеганзі. Вихованець футбольної школи клубу «Альбасете». Дорослу футбольну кар'єру розпочав 2008 року в основній команді того ж клубу, в якій провів один сезон, взявши участь у 36 матчах чемпіонату.
2009 року перебрався до італійського «Удінезе», у складі якого юному іспанцю закріпитися не вдалося, і протягом 2010–2016 років він грав по орендах — за італійський «Барі», турецький «Ордуспор», а також на батьківщині за «Гранаду», «Реал Мадрид Кастілья» та «Реал Сарагоса».
2016 року уклав повноцінний контракт з «Осасуною», у команді якої основним гравцем не став і за рік перейшов до «Кордови». Частину 2018 року провів в оренді в «Луго», після якої у «Кордові» почав отримувати більше ігрового часу.
Влітку 2019 року уклав трирічний контракт з азербайджанським «Карабахом». Двічі, у 2020 і 2022 роках ставав у його складі чемпіоном Азербайджану.

## Титули і досягнення
- Чемпіон Азербайджану (2):

«Карабах»: 2019-20, 2021-22
- Володар Кубка Азербайджану (1):

«Карабах»: 2021-22